# RW Cephei

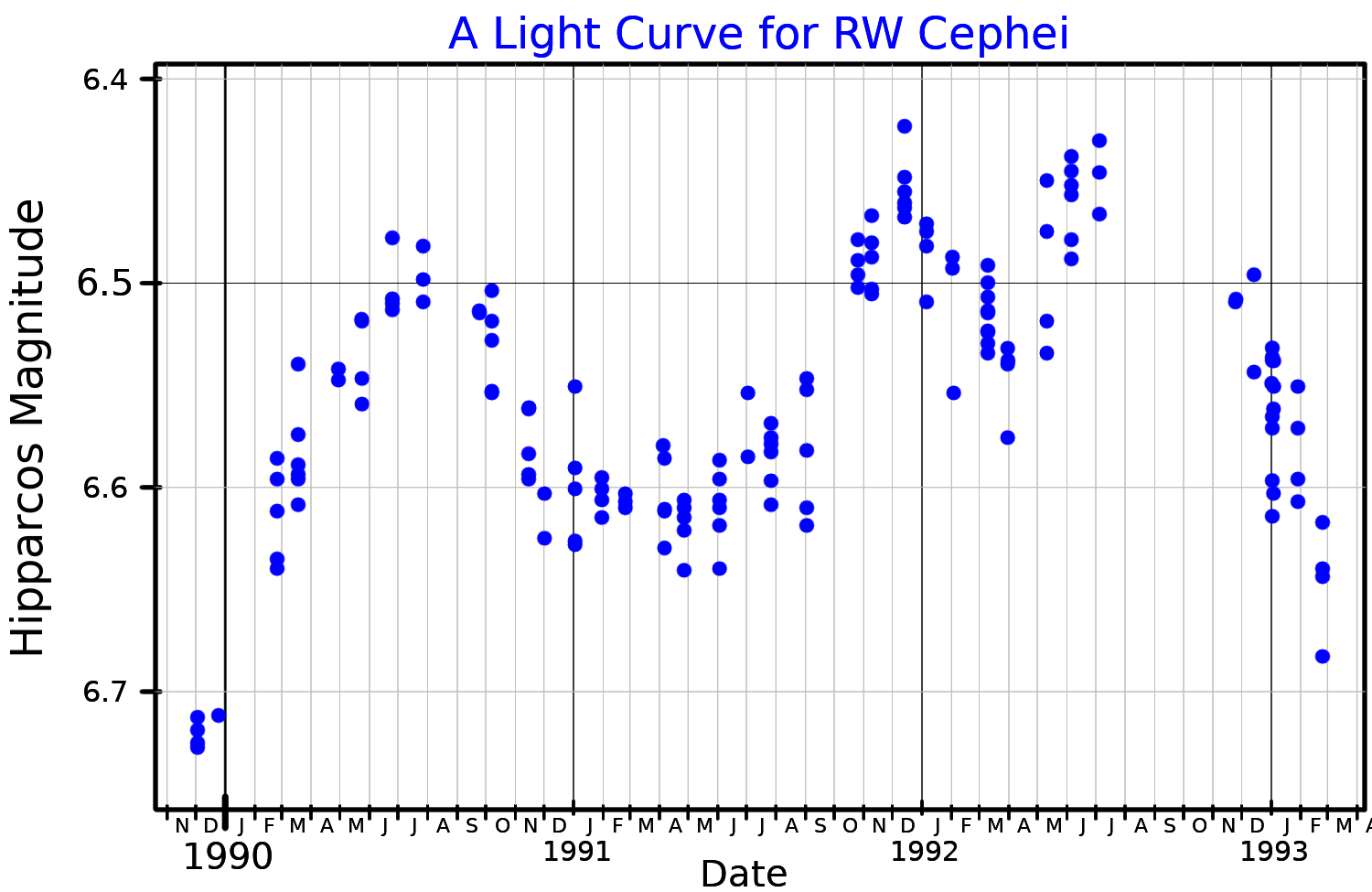
Lichtkromme van RW Cep

RW Cephei is een veranderlijke hyperreus in het sterrenbeeld Cepheus, aan de rand van het Sharpless 132 HII-gebied en dicht bij de kleine open sterrenhoop Berkeley 94. RW Cephei is een van de grootste sterren die bekend zijn en heeft een straal die meer dan 1000 keer zo groot is als die van de zon (R☉), dus groter dan de baan van Jupiter.
RW Cephei is een veranderlijke ster van het type SRd, wat betekent dat het een langzaam variërende gele reus of superreus is. Het visuele magnitudebereik is van 6,0 tot 7,3, terwijl het fotografische bereik van de ster 8,6 - 10,7 is. De General Catalogue of Variable Stars geeft een tussenperiode van ongeveer 346 dagen, maar andere studies suggereren andere tussenperiodes en zeker geen grote periodes.
Het spectraal is als G8 en als M2 geclassificeerd, maar het is niet duidelijk dat er werkelijke variatie is geweest. In de eerste MK spectrale atlas werd hij vermeld als M0:Ia. RW Cephei werd later vermeld als de standaardster voor spectraaltype G8 Ia, daarna als de standaard voor K0 0-Ia. Op basis van dezelfde spectra werd hij bijgesteld tot de standaardster voor type K2 0-Ia. Moleculaire banden die kenmerkend zijn voor M-klasse sterren zijn te zien in infraroodspectra, maar niet altijd in zichtbare spectra. De temperatuur is al even onzeker, met tegenstrijdige excitatiesterktes in het spectrum. Een eenvoudige kleurcorrelatie temperatuur geeft temperaturen rond 3.749 K, terwijl een vol spectrum een temperatuur van 5.018 K geeft.
De afstand tot RW Cephei is geschat op basis van zijn spectroscopische helderheid en wordt verondersteld lid te zijn van de Cepheus OB1-groep op 3.500 parsec afstand, consistent met de parallax uit Gaia Data Release 2.
De temperatuur die het midden houdt tussen de rode superreuzen en gele hyperreuzen, en zelf aanzienlijk varieert, heeft ertoe geleid dat hij op verschillende manieren wordt beschouwd als een rode hyperreus of gele hyperreus.